# سوزان (فیلم)
سوزان (به انگلیسی: The Burning) یک فیلم اسلشر آمریکایی-کانادایی محسول سال ۱۹۸۱ میلادی به کارگردانی تونی مایلام و موسیقی متن ساخته‌شده توسط ریک ویکمن است. داستان فیلم روایت یک سرایدار بیرحم و الکلی است که در یک اردوگاه تابستانی کار می‌کند (ملقب به "کروپسی"، بر اساس یک افسانه محلی به همین نام) که قربانی یک شوخی می‌شود که برای آزار او طراحی شده و وقتی شوخی از کنترل خارج می‌شود او به صورت کامل می‌سوزد و قیافه‌اش از بی می‌رود. پس از مرخص شدن از بیمارستان او به همان محل باز می‌گردد؛ که حالا همه در آن خوشحالند، و یک سری قتل‌های زنجیره‌ای را آغاز می‌کند. این فیلم یکی از اولین فیلم‌های تهیه‌شده توسط شرکت میراماکس فیلمز است. البته اکران اصلی فیلم در امریکا، توسط شرکت مترو گلدوین مایر انجام شد که در حال حاضر نیز این شرکت تمام حقوق این فیلم را مالکیت دارد. با این که فیلم به دلیل خشونت و خونی بودن بسیار زیاد نقدهای منفی زیادی گرفته و در وبگاه بانک اینترنتی اطلاعات فیلم‌ها نیز امتیاز خوبی نگرفته، ولی در وبگاه راتن تومیتوس امتیاز ۱۰۰٪ را از آن خود کرده است.